# Scrooge
Scrooge er en britisk stumfilm fra 1913 af Leedham Bantock.

## Medvirkende
- Seymour Hicks.
- William Lugg.
- Leedham Bantock.
- J.C. Buckstone.
- Dorothy Buckstone.